# Strobilanthes hirticalyx
Strobilanthes hirticalyx är en akantusväxtart som beskrevs av Ridley. Strobilanthes hirticalyx ingår i släktet Strobilanthes och familjen akantusväxter. Inga underarter finns listade i Catalogue of Life.